# 太平府长江副汊公路大桥
太平府长江副汊公路大桥，位于中国安徽省马鞍山市当涂县，是规划建设的一座公路斜拉桥，跨越长江副汊太平府水道，连接太白岛（江心洲）与当涂经济开发区，是马鞍山市“6+3”过江通道体系的重要组成部分。距下游的马鞍山长江大桥约7千米，距上游规划建设的马鞍山长江三桥约5千米。大桥全长3,336米 ，主桥为双塔混凝土斜拉桥，长770米，主跨400米 。大桥估算总投资13.7亿元人民币 ，建设工期为42个月 。

## 设计
大桥起自江心乡马头口至垅白楼乡道陶李村西侧，顺接马鞍山长江大桥太白岛互通对向出口匝道，平行主干河东侧向南，经周三墩、头棚拐、长河、金厂至江口，路线折向东跨越江心洲与太兴洲间河道，在太兴洲王棚村跨长江右汊（太平府水道）至姜家湾，跨胭脂港，沿规划纬四路至天门大道（205国道）。道路设计标准为一级公路兼城市主干路，双向六车道，桥面宽31米 ，设计速度为60千米/小时。路线全长7.745千米，桥梁总长3,386米，其中特大桥1座3,336米，中桥1座50米，涵洞11道，全线共设平面交叉3处。
大桥项目的可行性研究报告由中铁大桥勘测设计院集团有限公司和中交第二公路勘察设计研究院有限公司负责编制。

## 建设历程
- 2010年4月，马鞍山市交通运输局委托中交第二公路勘察设计研究院有限公司组织大桥工程可行性研究工作；
- 2010年8月，工程预可行性研究报告初稿完成；
- 2011年8月，工程预可行性研究报告送审稿完成；[6]
- 2012年9月，工程预可行性研究报告评估调研会议在马鞍山召开；[1]
- 2013年7月，大桥通过中华人民共和国交通运输部审查，并送交国家发改委；[4]
- 2014年2月，大桥通过国家发改委组织的专家审查，并获国家发改委立项批复。[8]